# 보배드림
보배드림(BobaeDream)은 온라인 중고차 거래소이자 자동차 동호활동이 특화된 온라인 커뮤니티이다.

## 사건 및 사고

### 성인게시판 관련 논란
2018년, 여성 신체 일부가 노출된 사진을 무단공유 하고 댓글을 달거나, 포르노그래피·성매매 업소 관련 정보를 공유하는 등 불법적 행위로 논란이 된 성인게시판을 일시폐쇄했다가, 2019년 10월에 다시 열었다.

### 곰탕집 강제 추행 사건 관련 논란
'곰탕집 강제 추행 사건' 관련해 피고인의 아내가 억울함을 호소하는 글을 보배드림에 올려 해당 사건이 '보배드림 성추행 사건'으로 불리기도 했다. 보배드림 회원들은 피고인의 아내가 올린 글에 동조했으나, 해당 사건은 대법원 최종 판결에 따라 유죄선고 되었다.

## 같이 보기
- 디시인사이드